# Highfleet
Highfleet — компьютерная игра в жанре стратегии в реальном времени и action, разработанная независимым разработчиком Константином Кошутиным и изданная MicroProse Software 27 июля 2021 года. Основа игрового процесса — ведение боевых действий с флотом противника, экономическое и стратегическое планирование.

## Сюжет
Сюжет строится вокруг Марка Сайади — капитана 3й группы флота вымышленной империи Романи и сына императора. Во время операции по подавлению мятежа, в которой он командует эскадрой воздушных кораблей, ему и его коллегам приходит сообщение, что Собрание (группа революционеров, поднявших революцию против властей Романи) осуществило ракетную атаку на столицу и отрезало вас от остальных сил империи. Тем временем из империи прибывает тяжёлый крейсер «Севастополь» и приносит весть о массовом использовании Собранием ядерного оружия. Посовещавшись с командой, Марк решает не капитулировать, а атаковать Хиву, столицу Собрания, и захватить плутониевый ядерный реактор, питающий всю планету Элаат, тем вынудив врага пойти на перемирие или, в лучшем исходе, на капитуляцию.

## Игровой процесс
Highfleet нельзя чётко отнести к какому либо одному жанру компьютерных игр. Стратегический элемент представлен глобальной картой: игрок занимается снабжением флота, манёврами, ведёт радиолокационную и оптическую разведку, управляет действиями авиагрупп и осуществляет запуски крылатых ракет. От действий на глобальной карте во многом зависит успех при прохождении сюжетной кампании. Столкновения с противником выполнены в виде аркадных боёв в 2D, где игрок берёт под контроль один из участвующих в сражении воздушных кораблей и сражается с группой кораблей противника численностью до трёх единиц, если сторона теряет корабль или корабль отступает, то в бой вводится следующий в очереди, и так до полной победы или поражения. Так же один из необязательных элементов игрового процесса — посадка кораблей в городах, выполнен в стиле аркадной игры Lunar Lander. В этой мини-игре игроку предлагается аккуратно посадить воздушный корабль, причём локация в которой приземляется корабль влияет на скорость ремонта.
В Highfleet так же присутствует система репутации и мировоззрения, которые меняется в зависимости от выбора действий при случайных встречах и диалогах с не игровыми персонажами (обычно это тарханы — вольные командиры воздушных кораблей).
Отдельной опцией присутствует конструктор. В нём можно сконструировать собственный воздушный корабль из обширного списка оборудования и вооружения: силового набора, двигателей, палуб, орудий и прочего, а затем опробовать его в быстром бою. Собственную конструкцию можно использовать и в кампании взяв её при подборе флота. Корабли так же можно редактировать во время кампании в городах, заменяя существующие и добавляя новые модули, однако в этом режиме количество и номенклатура модулей ограничена городским ассортиментом и собственными запасами флота.